# HD 59438
HD 59438 è una stella bianco-gialla nella sequenza principale di magnitudine 6,04 situata nella costellazione della Poppa. Dista 111 anni luce dal sistema solare.

## Osservazione
Si tratta di una stella situata nell'emisfero celeste australe; grazie alla sua posizione non fortemente australe, può essere osservata dalla gran parte delle regioni della Terra, sebbene gli osservatori dell'emisfero sud siano più avvantaggiati. Nei pressi dell'Antartide appare circumpolare, mentre resta sempre invisibile solo in prossimità del circolo polare artico. La sua magnitudine pari a 6 la pone al limite della visibilità ad occhio nudo, pertanto per essere osservata senza l'ausilio di strumenti occorre un cielo limpido e possibilmente senza Luna.
Il periodo migliore per la sua osservazione nel cielo serale ricade nei mesi compresi fra dicembre e maggio; da entrambi gli emisferi il periodo di visibilità rimane indicativamente lo stesso, grazie alla posizione della stella non lontana dall'equatore celeste.

## Caratteristiche fisiche
La stella è una bianco-gialla nella sequenza principale; possiede una magnitudine assoluta di 3,38 e la sua velocità radiale negativa indica che la stella si sta avvicinando al sistema solare.

## Sistema stellare
HD 59438 è un sistema multiplo formato da 5 componenti. La componente principale A è una stella di magnitudine 6,04. La componente B è di magnitudine 7,7, separata da 2,1 secondi d'arco da A e con angolo di posizione di 358 gradi. La componente C è di magnitudine 10,7, separata da 20,4 secondi d'arco da A e con angolo di posizione di 188 gradi. La componente D è di magnitudine 11,2, separata da 42,4 secondi d'arco da A e con angolo di posizione di 008 gradi. La componente E è, separata da 81,6 secondi d'arco da A e con angolo di posizione di 053 gradi.